# Cyrtodactylus phongnhakebangensis
Cyrtodactylus phongnhakebangensis Ziegler, Rösler, Herrmann e Vũ, 2002 è un sauro della famiglia Gekkonidae che vive all'interno del parco nazionale di Phong Nha-Ke Bang, nella provincia di Quang Binh, in Vietnam.

## Biologia
Questa specie vive su calcare e mangia gli insetti.

## Distribuzione e habitat
Questa specie è endemica del Vietnam.